# Cloro
Il cloro (dal greco antico χλωρός?, chlōrós, "verde, verdeggiante") è l'elemento chimico della tavola periodica con numero atomico 17 e simbolo Cl. È il secondo elemento nel gruppo degli alogeni, situato nel gruppo 17 della tavola periodica tra il fluoro e il bromo ed ha proprietà in gran parte intermedie tra questi elementi. 
Il cloro gassoso è di colore verde giallastro, due volte e mezzo più denso dell'aria; ha un odore soffocante estremamente sgradevole ed è molto velenoso. In condizioni standard ed in un ampio intervallo di temperature e pressioni il cloro è costituito da molecole biatomiche Cl2 (numero CAS 7782-50-5). 
È estremamente reattivo e un potente agente ossidante, che manifesta quindi spiccate proprietà sbiancanti e disinfettanti. Il suo anione Cl− (ione cloruro) è presente nel comune sale da cucina (o cloruro di sodio) e in molti altri composti, è molto abbondante in natura ed è necessario a quasi tutte le forme di vita, compreso l'organismo umano (il sangue umano contiene infatti una discreta quantità di anione cloruro).
L'atomo di cloro ha il primato di avere la più alta affinità elettronica nel sistema periodico (3,61 eV) ed è seguito in questo da quello di fluoro (3,40 eV).

## Storia
Il composto più comune del cloro, il cloruro di sodio è conosciuto dall'antichità, gli archeologi hanno scoperto che il sale veniva usato già prima del 3000 a.C.

L'acido cloridrico era già conosciuto nell'800 d.C. dall'alchimista Jābir ibn Hayyān.
Una miscela di acido cloridrico e acido nitrico, chiamata "acqua regia", fu scoperta dopo il 1300 d.C. e fu usata per sciogliere l'oro, che però è inattaccabile da questi due acidi presi singolarmente. L'acqua regia ha tale nome proprio per questa sua proprietà di sciogliere il più "nobile" dei metalli.
Il cloro fu scoperto nel 1774 da Carl Wilhelm Scheele, che erroneamente però lo ritenne un composto dell'ossigeno. Fu battezzato cloro come elemento chimico nel 1810 da Humphry Davy, che lo riconobbe finalmente come tale. In precedenza era chiamato anche "spirito di sale".
Il nome «cloro», proveniente dal francese «chlore», è presente in italiano dal 1820.

## Disponibilità
In natura il cloro si trova soltanto combinato sotto forma di ione cloruro. I cloruri costituiscono la gran parte di tutti i sali sciolti nei mari e negli oceani della Terra; in effetti, l'1,9% della massa di tutti gli oceani è dovuta agli ioni cloruro. Concentrazioni ancora più alte di cloruro si trovano nel Mar Morto e in depositi sotterranei.
La gran parte dei cloruri è solubile in acqua, perciò i cloruri allo stato solido si trovano soltanto nelle regioni più aride o in giacimenti sotterranei profondi. Minerali comuni di cloro sono il salgemma o halite (cloruro di sodio), la silvite (cloruro di potassio) e la carnallite (cloruro esaidrato di potassio e magnesio).
Industrialmente, il cloro elementare è prodotto solitamente per elettrolisi di cloruro di sodio sciolto in acqua. Insieme al cloro, il processo genera anche idrogeno e idrossido di sodio, secondo l'equazione chimica
2 NaCl + 2 H2O → Cl2 + H2 + 2 NaOH
In laboratorio si può invece ottenere tramite il riscaldamento del biossido di manganese con acido cloridrico attraverso una reazione di ossido-riduzione:
MnO2 + 4 HCl → MnCl2 + 2 H2O + Cl2

## Produzione industriale
Il cloro viene prodotto per elettrolisi di soluzioni di cloruro di sodio, dette anche salamoie. A livello industriale l'elettrolisi viene condotta principalmente secondo tre processi.

### Cella a mercurio
Si tratta del primo metodo usato per la produzione industriale. La cella elettrolitica consiste di un anodo di titanio ed un catodo di mercurio. All'anodo si sviluppa cloro gassoso; al catodo il sodio forma un amalgama con il mercurio: l'amalgama viene poi trattato con acqua per rigenerare il mercurio e convertire il sodio metallico in idrossido di sodio e idrogeno gassoso. 
Tale metodologia è oggi considerata altamente inquinante a causa del mercurio che tende a disperdersi nell'ambiente, pertanto tutti gli impianti che la utilizzano in Italia sono stati messi fuori servizio o sono in via di dismissione e/o riconversione verso la tecnologia a membrana.

### Cella a diaframma
Un setto di amianto è posto sul catodo, costituito da una griglia di ferro. In questo modo, il cloro che viene a formarsi viene tenuto separato dal resto della salamoia, che si arricchisce di idrossido di sodio.
È un processo più conveniente del precedente, anche se l'idrossido di sodio che si ottiene è diluito. Inoltre ha un elevato contenuto residuo di cloruro di sodio, che costringe ad un costoso trattamento per la separazione via evaporativa. È considerata una tecnologia obsoleta, anche a causa della cessazione dell'impiego dell'amianto, che peraltro viene sostituito da altri materiali fibrosi.

### Cella a membrana
La cella elettrolitica è divisa in due sezioni da una membrana semipermeabile agli ioni cloruro; nella sezione dell'anodo si trova la salamoia, in quella del catodo acqua distillata. L'efficienza energetica è simile a quella delle celle a diaframma, col vantaggio di ottenere idrossido di sodio di elevata purezza. 
Questa tecnologia è oggi considerata lo stato dell'arte e non presenta problemi di inquinamento. Tra i leader mondiali nella costruzione di celle a membrana vi è l'italiana De Nora S.p.A.
In Italia un impianto funzionante con questa tecnologia è lo stabilimento Eni Rewind (ex Syndial) di Assemini (Cagliari). Un secondo impianto, di recente costruzione, è la Halo Industry di Torviscosa (Udine).

## Applicazioni

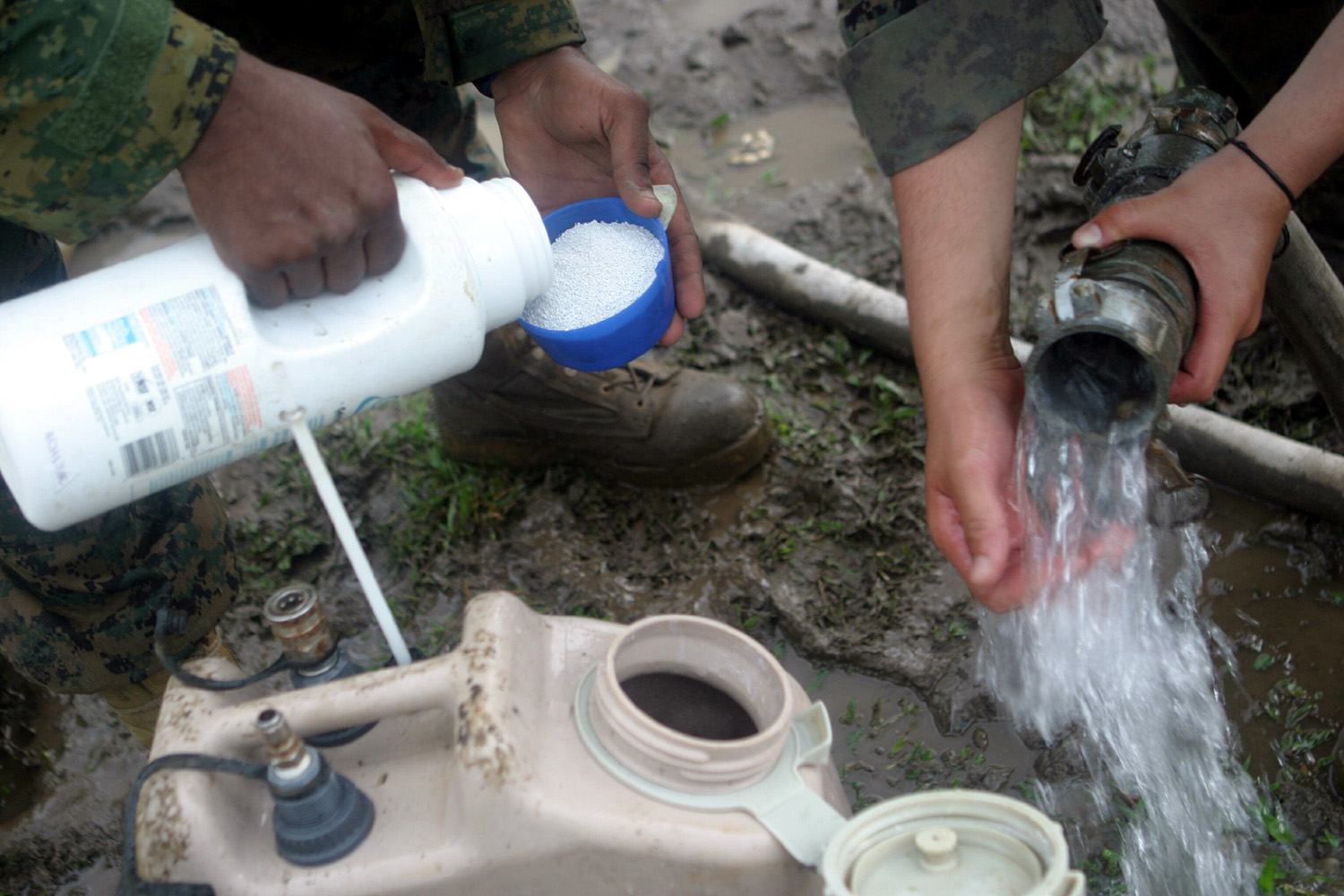
Impiego del cloro per la depurazione delle acque.

Il cloro è un importante agente chimico utilizzato nella depurazione dell'acqua, nei disinfettanti, come sbiancante; è stato fra le prime armi chimiche impiegate su vasta scala, in forma gassosa. Si usa inoltre nella fabbricazione di molti oggetti di uso quotidiano, come carta, antisettici, tinture, alimenti, insetticidi, vernici, prodotti petroliferi, plastica, medicinali, tessuti, solventi. Si usa come battericida (acido ipocloroso HClO, ipoclorito di sodio NaClO, clorito di sodio NaClO2) nell'acqua potabile e nelle piscine. Anche piccoli depositi d'acqua potabile sono abitualmente trattati con questa sostanza.
La chimica organica sfrutta estesamente questo elemento come ossidante e per sostituire atomi di idrogeno nelle molecole, come nella produzione della gomma sintetica; il cloro infatti conferisce spesso molte proprietà utili ai composti organici con cui viene combinato. Altri usi sono la produzione di clorati, cloroformio, tetracloruro di carbonio e nell'estrazione del bromo.
Il cloro è stato il primo elemento chimico ad essere stato impiegato in forma organica nei rilevatori di neutrini solari. Sotto forma di composti come tetracloruro di carbonio, tricloroetilene, soluzione acquosa satura di cloruro di gallio è usato per lo studio dei "neutrini elettronici solari". Si è visto infatti che l'atomo di cloro, colpito da un neutrino si trasforma in argon (gas) ed emette un elettrone. Questo elettrone viene rilevato dai fotomoltiplicatori e la sua energia, direzione, ecc., vengono studiate per trarne informazioni.
È possibile che la quantità di argon presente nell'atmosfera (nella quale è presente come "gas raro", ovvero a bassa concentrazione) sia venuta a formarsi in ere preistoriche per azione del bombardamento neutrinico solare del cloro presente nelle acque degli oceani o emesso dalle eruzioni vulcaniche. Non esiste ancora prova che gli altri gas nobili possano derivare per bombardamento neutrinico degli alogeni che li precedono nella tavola periodica (il neon dal fluoro; il kripton dal bromo ed infine lo xeno dallo iodio).

## Isotopi
Dell'elemento cloro (Z = 17) si conoscono almeno 24 isotopi, con numeri di massa che vanno da A = 28, ad A = 51. Tra questi, quelli presenti in natura, e che sono stabili, sono i 2 isotopi che seguono, con le loro abbondanze relative in parentesi: 35Cl (75,77%, il più abbondante, con N = 18, un neutrone in più dei protoni) e 37Cl (24,23%, 3 neutroni in più).

### Isotopi stabili
Il 35Cl (spin 3/2) è il primo dei due isotopi stabili del cloro e il più abbondante; la sua massa atomica è 34,968852682 u e l'energia di legame per nucleone è pari a 8,520278 MeV. Questo isotopo ha una notevole capacità di assorbire neutroni lenti: la sua sezione d'urto in tal senso è di 44 barn; si sfrutta questo fatto per la produzione dell'isotopo radioattivo 36Cl, importante per la ricerca.
Il 37Cl (spin 3/2) è il secondo e ultimo isotopo stabile del cloro, circa tre volte meno abbondante dell'altro; la sua massa atomica è 36,965902591 u e l'energia di legame per nucleone è pari a 8,57028 MeV, maggiore dell'altro.
Entrambi gli isotopi sono dotati di spin nucleare e sono pertanto assoggettabili alla risonanza magnetica nucleare, sebbene il valore maggiore di 1/2 dello spin comporta presenza di momento di quadrupolo nucleare che causa segnali allagati, limitando la risoluzioni degli spettri. Dei due, in genere viene preferito il cloro-35 (35Cl-RMN) per la sua maggiore abbondanza.
| Nuclide | Abbondanza | Massa   | Spin  | Emivita      | Decadimento   |
| ------- | ---------- | ------- | ----- | ------------ | ------------- |
| 32Cl    | —          | 31,9857 | 1     | 298 ms       | ε             |
| 33Cl    | —          | 32,9775 | 3/2   | 2,51 s       | ε             |
| 34Cl    | —          | 33,9738 | 0     | 1,53 s       | ε             |
| 35Cl    | 75,77      | 34,9689 | 3/2   | —            | —             |
| 36Cl    | —          | 35,9683 | 2     | 301 243 anni | ε/β+ (2%), β− |
| 37Cl    | 24,23      | 36,9659 | 3/2   | —            | —             |
| 38Cl    | —          | 37,9680 | 2     | 37,23 min    | β−            |
| 39Cl    | —          | 38,9680 | 3/2   | 56,2 min     | β−            |
| 40Cl    | —          | 39,9704 | 2     | 1,38 min     | β−            |
| 41Cl    | —          | 40,9707 | n. m. | 38,4 s       | β−            |
| 42Cl    | —          | 41,9732 | n. m. | 6,8 s        | β−            |
| 43Cl    | —          | 42,9742 | n. m. | 3,13 s       | β−            |

### Isotopi radioattivi
Gli isotopi che precedono il cloro-35 hanno emivite molto brevi, dell'ordine dei secondi o anche millisecondi. Tra i due isotopi stabili c'è il 36Cl, l'isotopo radioattivo più longevo. Quelli che seguono il cloro-37 hanno emivite che partono dall'ordine dell'ora per poi diminuire velocemente.
Il 33Cl (spin 3/2) decade in modalità mista, cattura elettronica/emissione di positrone (ε/β+; 0,083% / ≈99,9%), in realtà quasi solo in quest'ultima modalità, con emissione di un neutrino elettronico, per dare zolfo-33, stabile (Qβ+ = 4.560 keV, T1/2 = 2,511 secondi).
Il 34Cl (spin 0) decade in modalità mista, cattura elettronica/emissione di positrone (ε/β+; 0,079% / ≈99,9%), in realtà quasi solo in quest'ultima modalità, con emissione di un neutrino elettronico, per dare zolfo-34, stabile (Qβ+ = 4.470 keV, T1/2 = 1,526 secondi).
Il 36Cl (spin 2) decade secondo due modalità opposte, sebbene alquanto sbilanciate tra loro: per 1,9% dei casi decade ε/β+ dando zolfo-36 (stabile, Qβ+ = 120,02 keV) e, per il restante 98,1% dei casi, decade β− dando argon-36 (instabile,  Qβ− = 709,68 keV); l'emivita complessiva è 301.243 anni. L'argon-36 così prodotto, che è osservativamente stabile, è però soggetto a decadere per doppia cattura elettronica, per dare zolfo-36, stabile.
Nell'atmosfera, il 36Cl viene prodotto per reazione tra 36Ar ed i raggi cosmici; a livello del suolo il 36Cl è invece prodotto per cattura neutronica dal 35Cl in prossimità di centrali nucleari o provenienti da scorie di esplosioni nucleari, ed anche per cattura muonica dal 40Ca. L'emivita così lunga rende questo isotopo utile per la datazione geologica di reperti di età compresa tra i 60 000 anni ed il milione di anni.
Grandi quantità di 36Cl si sono inoltre formate per irraggiamento delle acque marine durante le esplosioni nucleari condotte in atmosfera negli anni tra il 1952 ed il 1958. Il 36Cl permane nell'atmosfera per circa una settimana, quindi il tenore di 36Cl nei suoli e nelle acque è utile per datare reperti recenti – fino a 50 anni.  Il 36Cl trova uso anche in altre applicazioni, quali la datazione di ghiacci e sedimenti.
Il 38Cl (spin 2-) decade in modalità β− (Q = 4.916 keV, T1/2 = 37,23 minuti) per dare argon-38, stabile.
Il 39Cl (spin 3/2) decade in modalità β− (Q = 3.442 keV, T1/2 = 56,2 minuti) per dare argon-39; questo è instabile e decade anch'esso β− per dare potassio-39, stabile. Questo nuclide viene formato in atmosfera dall'impatto dei raggi cosmici e del vento solare sui nuclei di argon-40.
Il 40Cl (spin 2-) decade in modalità β− (Q = 7.482 keV, T1/2 = 1,35 minuti) per dare argon-40, stabile.

## Valenze e stati di ossidazione
Come tutti gli alogeni, il cloro forma composti covalenti e ionici con valenza 1 e stato di ossidazione  −1 (acido cloridrico e cloruri metallici). Inoltre, a differenza del fluoro (il capostipite degli alogeni) il cloro può assumere nei suoi composti con l'ossigeno valenze principali da 1 a 7 e questo impiegando formalmente fino a tutti e sette i suoi elettroni di valenza (3s2 3p5). I principali stati di ossidazione sono +1, +3, +5 o +7. Le specie chimiche corrispondenti sono gli anioni ClO− (ipoclorito), ClO−2 (clorito), ClO−3 (clorato) e ClO−4 (perclorato) e i relativi acidi, HClO, HClO2, HClO3 e HClO4; di questi sono note anche le anidridi Cl2O e Cl2O7.
| numero di ossidazione | −1              | +1                 | +3              | +5              | +7                 |
| anione                | cloruro         | ipoclorito         | clorito         | clorato         | perclorato         |
| formula               | Cl−             | Cl−O−              | O=Cl−O−         | (O=)2Cl−O−      | (O=)3Cl−O−         |
| struttura             | Lo ione cloruro | Lo ione ipoclorito | Lo ione clorito | Lo ione clorato | Lo ione perclorato |

Nei composti binari con il fluoro, il cloro arriva fino alla pentavalenza, con stati di ossidazione di +1, +3, +5: ClF, ClF3 e ClF5. L'eptavalenza e il corrispondente stato di ossidazione +7 sono tuttavia noti negli ioni ottaedrici ClF6+ presenti in composti di tipo salino, accoppiati ad anioni di superacidi, quali ClF6AsF6 e ClF6SbF6.

## Composti
I composti utilizzati del cloro sono tantissimi: le famiglie più note sono i cloruri, gli ipocloriti, i clorati, i perclorati in campo inorganico, le clorammine e tutti gli alogenuri organici in campo organico.
- Anidride ipoclorosa (Cl2O)
- Triossido di dicloro (Cl2O3)
- Anidride perclorica (Cl2O7)
- Acido ipocloroso (HClO) (valenza 1)
- Acido cloroso (HClO2) (valenza 3);
- Acido clorico (HClO3) (valenza 5);
- Acido perclorico (HClO4) (valenza 7);
- Acido cloridrico (HCl);
- Cloruro di sodio (NaCl);
- Cloruro di potassio (KCl);
- Cloruro di calcio (CaCl2);
- Cloruro di argento (AgCl);
- Cloruro ferroso (FeCl2);
- Cloruro ferrico (FeCl3);
- Cloruro di ammonio (NH4Cl);
- Clorato di potassio (KClO3);
- Clorato di sodio (NaClO3);
- Ipoclorito di sodio (NaClO);
- Perclorato di bario (Ba(ClO4)2);
- Perclorato di magnesio (Mg(ClO4)2);
- Perclorato di potassio (KClO4);
- Perclorato di sodio (NaClO4);

## Precauzioni
Il cloro irrita il sistema respiratorio, soprattutto in bambini e anziani. Allo stato gassoso irrita le mucose, e allo stato liquido provoca ustioni cutanee. La presenza del cloro è rilevabile elettronicamente alla concentrazione di 0,2 ppm mentre l'odore di cloro viene avvertito a concentrazioni di 3,0-3,5 ppm, ma la concentrazione letale è di circa 1000 ppm o più (il cloro fu per questo impiegato nella prima guerra mondiale come arma chimica). L'esposizione a questo gas non dovrebbe quindi superare concentrazioni di 0,5 ppm (TLV-TWA, tempo medio di 8 ore per 40 ore settimanali).

Anche l'esposizione cronica a dosi non letali di cloro può provocare malessere: 30 ppm possono provocare irritazione agli occhi, danni anche rilevanti all'apparato respiratorio e nausea, mentre 60 ppm possono provocare danni a lungo termine come ad esempio edema polmonare. L'esposizione cronica a bassi livelli di cloro indebolisce i polmoni a causa dei suoi effetti corrosivi, rendendoli vulnerabili ad altre malattie.
Esperimenti condotti sui ratti mostrano che 293 ppm di Cl2 causano la morte del 50% delle cavie.
In ambiente domestico, il cloro si sviluppa quando l'ipoclorito di sodio (o candeggina) viene miscelata con l'acido muriatico. Per contatto tra candeggina ed urina (urea), ammoniaca o altri prodotti sbiancanti possono svilupparsi vapori tossici contenenti gas cloro o tricloruro di azoto.

## Considerazioni ambientali

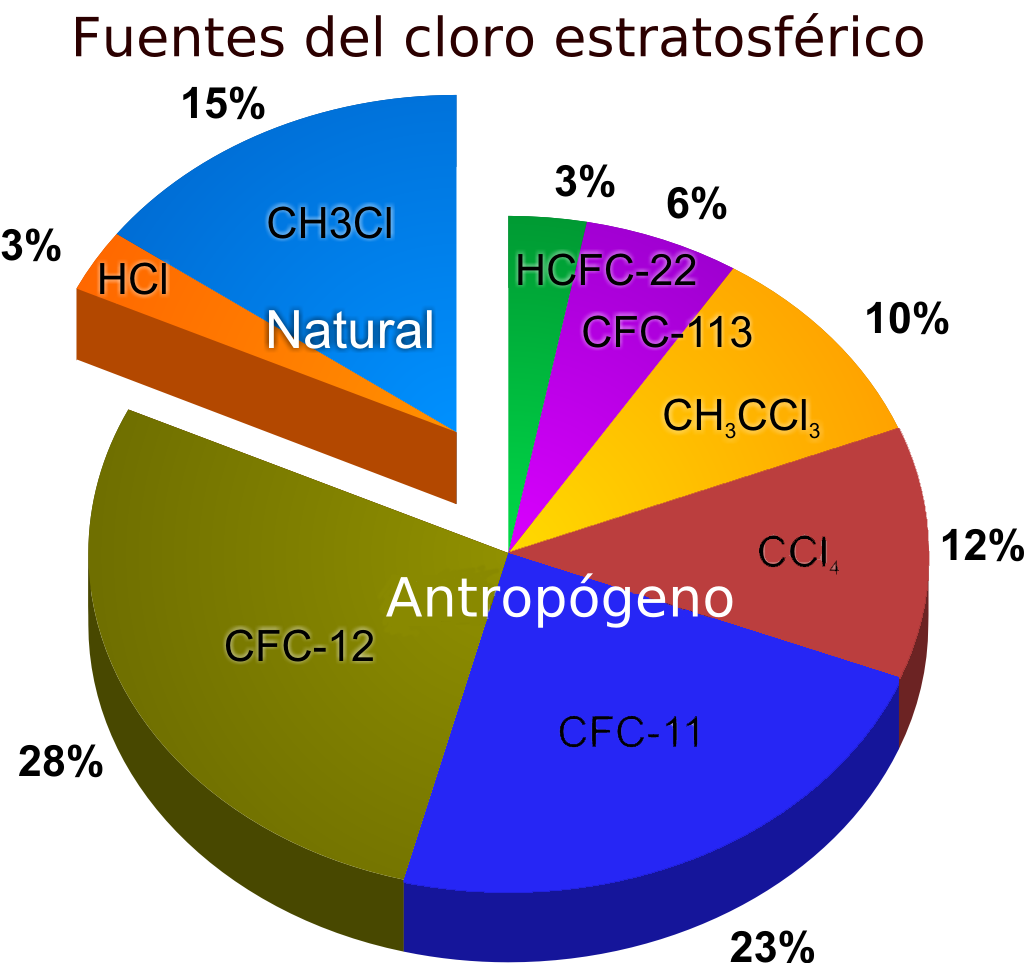
Le principali fonti di cloro nell'atmosfera (WMO Global Ozone Research and Monitoring Project - Report No. 44, Ginevra, 1998).